# Campeonato Mundial de Clubes de Voleibol Feminino

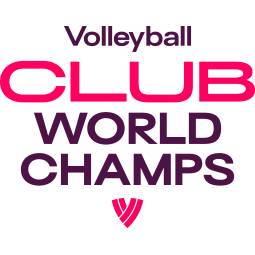
logo oficial

Campeonato Mundial de Clubes de Voleibol Feminino é um torneio internacional de clubes de voleibol feminino organizado pela Federação Internacional de Voleibol (FIVB). É a competição mais importante em nível de clubes do mundo.Historicamente,os clubes campeões continentais da América do Sul (CSV), da Europa (CEV), da Ásia/Oceania (AVC), da África (CAVB) e um representante da NORCECA.
Criada em 1991, a versão feminina foi disputada por duas temporadas seguidas e na edição de 1994, quando foi descontinuada. Retornou em 2010 com a participação de seis clubes, sendo disputada em Doha, Catar, até 2012. Entre 2013 e 2015, o torneio foi realizado na cidade suíça de Zurique.

## Medalhas

### Por clube
| Pos. | Equipe                   | Campeão | Vice-campeão | Terceiro lugar |
| ---- | ------------------------ | ------- | ------------ | -------------- |
| 1    | VakıfBank SK             | 4       | 3            | 2              |
| 2    | Eczacıbaşı SK            | 3       | 1            | 2              |
| 3    | Imoco Volley Conegliano  | 3       | 1            | 0              |
| 4    | Osasco VC                | 1       | 2            | 1              |
| 5    | Rabita Baku              | 1       | 1            | 0              |
| 6    | Fenerbahçe SK            | 1       | 0            | 2              |
| 7    | CA Sorocaba              | 1       | 0            | 0              |
| 7    | Sadia EC                 | 1       | 0            | 0              |
| 7    | Olimpia Teodora          | 1       | 0            | 0              |
| 7    | Dínamo Kazan             | 1       | 0            | 0              |
| 11   | Rio de Janeiro VC        | 0       | 2            | 0              |
| 11   | Minas TC                 | 0       | 2            | 0              |
| 13   | Tianjin VC               | 0       | 1            | 1              |
| 13   | Dínamo Krasnodar         | 0       | 1            | 0              |
| 13   | São Caetano EC           | 0       | 1            | 0              |
| 13   | PVF Matera               | 0       | 1            | 0              |
| 13   | Volleyball Casalmaggiore | 0       | 1            | 0              |
| 18   | Voléro Zürich            | 0       | 0            | 2              |
| 19   | ADC BCN                  | 0       | 0            | 1              |
| 19   | Sesi-SP                  | 0       | 0            | 1              |
| 19   | Guangdong Evergrande VC  | 0       | 0            | 1              |
| 19   | Mladost Zagreb           | 0       | 0            | 1              |
| 19   | Uralotchka NTMK          | 0       | 0            | 1              |
| 19   | Volley Bergamo           | 0       | 0            | 1              |
| 19   | Numia Vero Volley Milano | 0       | 0            | 1              |

### Por país
| Ordem | País       | Medalha de ouro | Medalha de prata | Medalha de bronze | Total |
| ----- | ---------- | --------------- | ---------------- | ----------------- | ----- |
| 1     | Turquia    | 8               | 4                | 6                 | 18    |
| 2     | Itália     | 4               | 3                | 2                 | 9     |
| 3     | Brasil     | 3               | 7                | 3                 | 13    |
| 4     | Rússia     | 1               | 1                | 1                 | 3     |
| 5     | Azerbaijão | 1               | 1                | 0                 | 2     |
| 6     | China      | 0               | 1                | 2                 | 3     |
| 7     | Suíça      | 0               | 0                | 2                 | 2     |
| 8     | Iugoslávia | 0               | 0                | 1                 | 1     |

## MVPspor edição
- 1991 – BRA Ida Álvares[8]
- 1992 – BRA Ana Flávia Sanglard[8]
- 1994 – BRA Ana Moser[8]
- 2010 – POL Katarzyna Skowrońska[8]
- 2011 – HRV Nataša Osmokrović[8]
- 2012 – BRA Sheilla Castro[8]
- 2013 – SRB Jovana Brakočević[8]
- 2014 – RUS Ekaterina Gamova[8]
- 2015 – USA Jordan Larson[8]
- 2016 – SRB Tijana Bošković[8]
- 2017 – CHN Zhu Ting[9]
- 2018 – CHN Zhu Ting[10]
- 2019 – ITA Paola Egonu[11]
- 2021 – SWE Isabelle Haak
- 2022 – SWE Isabelle Haak
- 2023 – SRB Tijana Bošković
- 2024 – SWE Isabelle Haak